# Єфрон Ілля Абрамович
Ілля Абрамович Єфрон (1847, Вільно, Російська імперія — 19 квітня 1917, Петроград, Російська республіка) — один з найвідоміших дореволюційних російських друкарів і книговидавців єврейського походження. По жіночій лінії правнук Еліяху Гаона. Отримавши домашню освіту під керівництвом батька, витримав іспит і отримав атестат зрілості у Ломжинській гімназії. Потім відвідував лекції у варшавській Головній школі. З 1907 р. був членом Товариства наукових єврейських видань.

## Видавнича діяльність
У 1880 р. І. А. Єфрон купив типолітографії у Петербурзі (будинок № 6 у Прачечному провулку), а потім спільно з німецькою видавничою фірмою «Брокгауз» заснував у 1889 р. акціонерне видавниче товариство «Ф. А. Брокгауз — І. А. Єфрон», яке випустило практично усі великі російськомовні енциклопедії того часу:
- Великий енциклопедичний словник у 86 напівтомах (1890—1907);
- Малий енциклопедичний словник (1-е вид., 3 тт., 1899—1902; 2-е вид., 2 тт., 1907—1909);
- Новий енциклопедичний словник у 48 тт., З яких вийшло тільки 29 тт. (1911—1916; видання перервалося на слові «Отто»);
- Єврейська енциклопедія у 16 тт. (1906—1913).

Крім енциклопедій, фірмою були видані наступні серійні видання:
- «Бібліотека природознавства» у 18 тт.;
- «Бібліотека промислових знань»,
- «Енциклопедія практичної медицини» у 5 тт.;
- «Дешева бібліотека самоосвіти» у 86 вип.;
- «Бібліотека великих письменників» у 20 тт. (У якій вийшли повні зібрання творів Шиллера, Шекспіра, Байрона, Пушкіна, Мольєра та ін .);
- «Загальна історія європейської культури» у 7 тт.;
- «Історія Європи у епохах і країнах» у 36 вип.

Також були випущені:
- «Історія Візантійської імперії» Ф. І. Успенського,
- «Історія Інквізиції» Г. Ч. Лі,
- «Людина і Земля» Ж. Реклю (6 тт.) та ін.

У 1917 р. видавництво увійшло до Петроградського об'єднання приватних видавництв; у 1930 р. — припинило існування.